# Горна-Росица
Горна-Росица (болг. Горна Росица) — село в Болгарии. Находится в Габровской области, входит в общину Севлиево. Население составляет 627 человек.

## Политическая ситуация
В местном кметстве Горна-Росица, в состав которого входит Горна-Росица, должность кмета (старосты) исполняет Петрана Георгиева Венкова (Зелёные) по результатам выборов.
Кмет (мэр) общины Севлиево — Йордан Георгиев Стойков (коалиция в составе 5 партий: Болгарская социал-демократия (БСД), Болгарская социалистическая партия (БСП), Движение за социальный гуманизм (ДСХ), Земледельческий союз Александра Стамболийского (ЗСАС), Политический клуб «Экогласность») по результатам выборов.